# Chūō (miasto)
Chūō (jap. 中央市 Chūō-shi) − miasto położone w prefekturze Yamanashi, na wyspie Honsiu (Honshū), w Japonii.

## Położenie
Miasto leży w środkowej części prefektury, graniczy z miastami:
- Kōfu
- Minami-Arupusu

## Historia
Miasto otrzymało rangę administracyjną 市 (-shi) w 2006 roku.